# Антонівка (Старобільський район)
Анто́нівка — село в Україні, у Чмирівській сільській громаді Старобільського району Луганської області. Населення становить 160 осіб.

## Географія
Через село проходить автошлях Т1308.
Сусідні населені пункти:

## Населення
За даними перепису населення 2001 року, у селі мешкало 160 осіб. Мовний склад населення села був таким:
| Мова       | Число ос. | Відсоток |
| ---------- | --------- | -------- |
| українська | 148       | 92,5     |
| російська  | 11        | 6,88     |
| білоруська | 1         | 0,63     |

## Економіка
В селі діє фермерське господарство «Тон» — займається вирощуванням зернових та технічних культур.